# Лаггинхорн
Лаггинхорн (нем. Lagginhorn) — вершина высотой 4010 метров над уровнем моря, расположенная в Пеннинских Альпах в кантоне Вале, Швейцария.

## Физико-географические характеристики
Лаггинхорн — один из десяти четырёхтысячников, расположенных вокруг долины Саастал. Лаггинхорн расположен в основной горной цепи Альп в массиве, отделяющем долину Саастал к западу от хребта от долины Симплон на востоке. В 4 километрах к югу от Лаггинхорна лежит вершина Вайсмисс (4017 метров), в 1 километре на север расположена вершина Флетчхорн (3985 метров). От границы с Италией вершину отделяет расстояние примерно в 10 километров на юг.
Хребет Лаггинхорна свободен от льда за исключением нескольких небольших ледников, расположенных ниже на склонах вершины. На западной стороне лежит ледник Лаггинхорнглетчер (Lagginhorngletscher), на восточной — Холютрифтглетчер (Holutriftgletscher), к северу расположился Флетчхорнглетчер (Fletschhorngletscher), на юго-западе Хохлаубглетчер (Hohlaubgletscher) и на юго-востоке Лаггинглетчер (Laggingletscher).

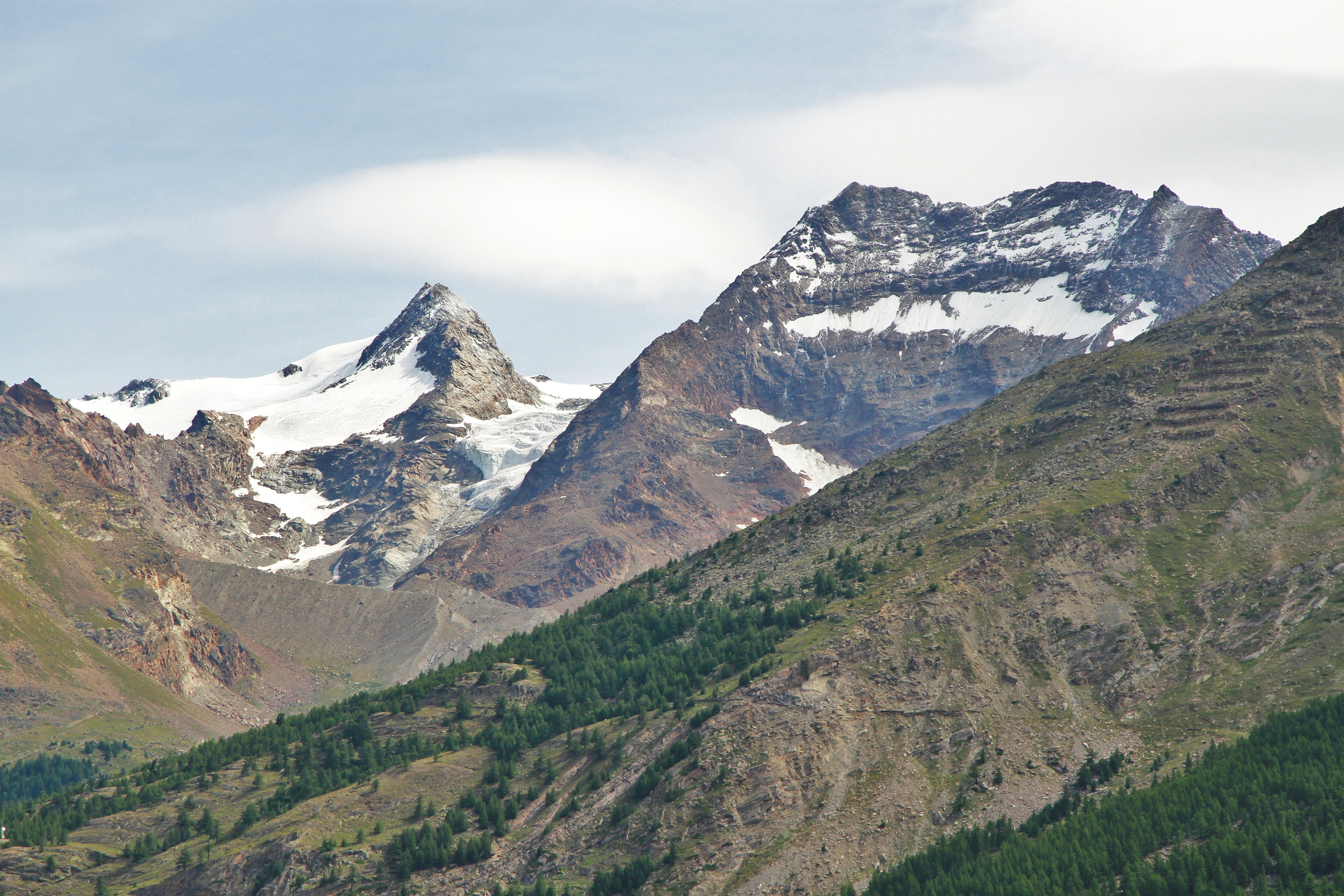
Флетчхорн и Лаггинхорн

## История восхождений
Первое восхождение было совершено 26 августа 1856 года Э. Л. Амесом с тремя другими британцами с проводниками Ф.-Й. Анденматтеном, Й. Й. И. Саасом и ещё тремя альпинистами по сегодняшнему классическому маршруту.
Восхождение через Флетчхорн по северному хребту совершил В. А. Б. Кулидж с несколькими проводниками 27 июля 1887 года. Южный хребет впервые был пройден 11 августа 1883 года.

## Маршруты восхождений
Классический маршрут проходит по западному хребту и считается не очень сложным. Одна из возможных стартовых точек — приют Вайсмис, расположенный на высоте 2726 метров. Также достичь вершины можно из другого приюта, Хохсаас, расположенного на высоте 3101 метр. Оба маршрута выходят на западный хребет и идут по нему на вершину.
Другой маршрут пролегает через вершины Флетчхорн и Флетчйох по северному хребту. Также возможно восхождение с вершины Лаггинйох по южному хребту.

## Происшествия
19 августа 2011 года 43-летний немецкий альпинист разбился, упав с 50 метров при попытке в одиночку подняться на Лаггинхорн. Его тело было обнаружено только на следующий день, на западной стороне вершины.
3 июля 2012 года группа немецких альпинистов разбилась при спуске с горы. В начале спуска, почти сразу после того, как они успешно достигли вершины, группа сорвалась и упала вниз на несколько сотен метров. Одному члену группы удалось выжить, однако он не предпринимал участия в последнем этапе восхождения ввиду плохого самочувствия. После происшествия он сразу же вызвал спасателей, но при падении никто не выжил. Всего в происшествии погибло пять человек, среди погибших было двое подростков.